# Sport dell'aria ai Giochi mondiali 2025 - Drone racing
La gara di drone racing ai Giochi mondiali 2025 si è svolta dal 14 al 16 agosto 2025 presso il Dong'an Lake Sports Park Athletics Field di Chengdu, in Cina.

## Risultati

### Qualificazioni
| Rank | Atleta                    | Punti | Note                  |
| ---- | ------------------------- | ----- | --------------------- |
| 1    | Yuki Hashimoto            | 6     | Vittorie in finale: 2 |
| 2    | Chun Yan Kwan             | 7     | Vittorie in finale: 0 |
| 3    | Minjae Kim                | 8     | Vittorie in finale: 1 |
| 4    | Marvin Schapper           | 9     | Vittorie in finale: 0 |
| 5    | Killian Rousseau          |       | Semifinale            |
| 6    | Pawel Laszczak            |       | Semifinale            |
| 7    | Yutong He                 |       | Ripescaggio 5         |
| 8    | Yueqi Huang               |       | Ripescaggio 5         |
| 9    | Wongyun Choi              |       | Ripescaggio 4         |
| 10   | Nazim Tuzun               |       | Ripescaggio 4         |
| 11   | Taeyang Kim               |       | Ripescaggio 4         |
| 12   | Tomass Petersons          |       | Ripescaggio 4         |
| 13   | Dorian Couailles          |       | Ripescaggio 3         |
| 14   | Arvin Schroeder           |       | Ripescaggio 3         |
| 15   | Elmars Misevics           |       | Ripescaggio 3         |
| 16   | Jacob Capobres            |       | Ripescaggio 3         |
| 17   | Vicent Mayans Cervera     |       | Ripescaggio 2         |
| 18   | Tianxing Li               |       | Ripescaggio 2         |
| 19   | Maximilien Pellichero     |       | Ripescaggio 2         |
| 20   | Felix Strohmeier          |       | Ripescaggio 2         |
| 21   | Rodrigo Martinez Villares |       | Ripescaggio 2         |
| 22   | Hina Sato                 |       | Ripescaggio 2         |
| 23   | Wanraya Wannapong         |       | Ripescaggio 2         |
| 24   | Nataliia Astakhova        |       | Ripescaggio 2         |
| 25   | Roland Ronto              |       | Ripescaggio 1         |
| 26   | Patrick Schwarz           |       | Ripescaggio 1         |
| 27   | Kalli Ames                |       | Ripescaggio 1         |
| 28   | Luisa Rizzo               |       | Ripescaggio 1         |
| 29   | David Spacek              |       | Ripescaggio 1         |
| 30   | Gayeon Mo                 |       | Ripescaggio 1         |
| 31   | Ali Grunner               |       | Ripescaggio 1         |